# Saint-Sauveur-de-Meilhan
Saint-Sauveur-de-Meilhan é uma comuna francesa na região administrativa da Nova Aquitânia, no departamento Lot-et-Garonne. Estende-se por uma área de 7,1 km². Em 2010 a comuna tinha 336 habitantes (densidade: 47,3 hab./km²).